# Strawberry Weed
Albums de Caesars
Paper Tigers
(2005)

Strawberry Weed est un double album, le 6e du groupe suédois Caesars.

## Pistes de la compilation

### Disque 1
1. Fool's Parade (3:50)
2. Waking Up (3:42)
3. She's Getting High (3:26)
4. Boo Boo Goo Goo (3:56)
5. Tough Luck (2:53)
6. Turn It Off (2:23)
7. You're Next (3:02)
8. In My Mind (3:10)
9. Crystal (2:48)
10. Every Road Leads Home (1:24)
11. Strawberry Weed (4:08)
12. Solina (2:40)

### Disque 2
1. New Breed (3:28)
2. Stuck With You (2:58)
3. Down Down Down (2:39)
4. No Tomorrow (3:55)
5. In Orbit (3:22)
6. Easy Star (3:01)
7. Up All night (3:40)
8. Happy Happy (0:58)
9. Run No More (3:28)
10. Watching The Moon (3:16)
11. New Years Day (3:30)
12. You Nailed Me (4:00)

## Singles
- No Tomorrow